# Islam Arous
Islam Arous, né le 6 août 1996, est un footballeur international algérien qui évolue au poste de défenseur central au Paradou AC.
Il compte une sélection en équipe nationale depuis 2017.

## Biographie
Il devient international algérien en novembre 2017, à l'occasion d'un match amical face à la République centrafricaine.

## Statistiques

### En sélection

#### Sélection nationale d'Algérie
Le tableau suivant liste les rencontres de l'équipe d'Algérie dans lesquelles Islam Arous a été sélectionné depuis le 14 novembre 2017 jusqu'à présent.